# 梅德萊恩 (加利福尼亞州)
梅德萊恩（英語：Madeline）是位於美國加利福尼亞州拉森縣的一個非建制地區。該地的面積和人口皆未知。

## 地理
梅德萊恩的座標為40°43′04″N 120°28′32″W / 40.71778°N 120.47556°W，而該地的平均海拔高度為1622米（即5321英尺）。